# Kicking Bear

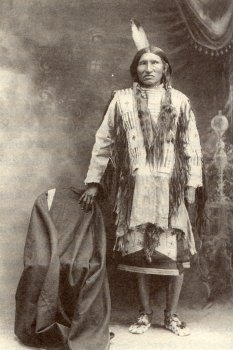
Kicking Bear.

Kicking Bear (Oso Pateador, 1846-1904), también llamado Mato Wanartaka, fue un Oglala Lakota que llegó a ser jefe de los Minneconjou Lakota Sioux. Luchó en varias batallas durante la Guerra de las Black Hills, incluyendo la Batalla de Little Big Horn, junto a su hermano Halcón Volador, y su primo hermano, Caballo Loco.
Oso Pateador fue uno de los cinco primos guerreros que sacrificaron su sangre y carne por Caballo Loco en la última Danza del Sol de 1877. La danza sagrada se celebró para honrar a Caballo Loco un año después de su victoria en Little Bighorn, y orar por él en los tiempos difíciles que se avecinaban. Caballo Loco asistió a la Danza del Sol como invitado de honor, pero no participó. Los cinco primos guerreros eran los hermanos Oso Pateador, Halcón Volador y Zorro Negro el Joven, los tres hijos del jefe Zorro Negro, también llamado Gran Oso Pateador, y sus primos Trueno Águila y Águila Caminante. Los cinco eran considerados guerreros valientes y distinguidos. 
También curandero y chamán, fue activo en el movimiento religioso de la Danza de los espíritus de 1890, y viajó con su compatriota lakota Toro Corto (Short Bull) para visitar al líder del movimiento, Wovoka (un chamán paiute de Nevada). Los dos lakota fueron fundamentales para llevar el movimiento a su pueblo, que vivía en reservas en Dakota del Sur.
Tras el asesinato de Toro sentado, Oso Pateador y Toro Corto fueron encarcelados en Fort Sheridan, Illinois. Tras su liberación en 1891, ambos se unieron al Wild West Show de Buffalo Bill, y viajaron con el espectáculo. Artista dotado, Kicking Bear pintó su versión de la Batalla de la Hierba Grasienta (el nombre sioux de Little Big Horn) a requerimiento del pintor Frederic Remington en 1898, más de veinte años después de la batalla.